# 李旻芳
李旻芳（英語：Lucy Li Man Fong，1987年7月30日—），香港女演員及主持，現為無綫電視經理人合約藝員。

## 簡介
李旻芳生於客家人家庭，是左撇子；她從小在新界西貢市長大，畢業於西貢崇真天主教學校小學部及中學部，後來修讀香港專業進修學校商貿學（旅遊）高級文憑課程，位於英國蘭開夏郡普雷斯頓市的中央蘭開夏大學修讀 Business and Marketing Degree BA (Hons)（商業和營銷學士學位（榮譽）），並取得一級榮譽大學學位。曾參與《2012年度香港小姐競選》首輪面試，2013年則修畢第26期無綫電視藝員訓練班課程；入行前曾是香港航空的空中服務員。
2016年4月18日，李旻芳隨《東張西望》攝製隊前往熊本地震受災地區採訪，採訪期間她欲去超級市場購買食物，惟這早已被當地災民搶購一空，恰巧有一日本災民經過，得知她們狀況後便送上飯糰。可是此舉卻遭網民譴責，而事後李旻芳亦於個人面書上澄清有關批評。同年，她在無綫劇集《火線下的江湖大佬》中飾演妓女「娟」，因表現突出而再受人注目。其後，她又在《東張西望》裡透過豐滿身材而備受關注，更獲封為「巨胸黨」。由於李旻芳外貌與另一無綫電視女藝員吳嘉儀相似，故《愛·回家之八時入席》劇組就特別安排兩人當姊妹，但吳嘉儀的真實年紀比她還要小4歲。
2018年3月中，李旻芳由無綫電視基本藝人合約轉簽經理人合約，同年參演劇集《棟仁的時光》內企跳少女「晴」一角，演出得到網民讚賞和肯定，同年9月在合拍劇《再創世紀》中飾演財經評論員，重現2009年股評家胡孟青因股價急挫而悲泣的一幕也獲不少觀眾讚許。

## 感情生活
李旻芳經2012年無綫電視藝員訓練班認識了同屆同學黃耀英，兩人從2013年4月開始拍拖至2019年，同年6月8日在該集《東張西望》播映完結前透過熒幕宣佈婚訊，11月5日則在西貢海濱長廊舉行婚禮。

## 作品

### 電視劇
| 首播     | 劇名               | 角色                    |
| 無綫電視 | 無綫電視           | 無綫電視                |
| -------- | ------------------ | ----------------------- |
| 2013至今 | 愛·回家系列        | 身分不同的多個配角      |
| 2013年   | 神鎗狙擊           | 觀眾                    |
| 2013年   | On Call 36小時II   | 急症室醫生              |
| 2013年   | 貓屎媽媽           | 邊恕人同學              |
| 2013年   | My盛Lady           | 美女                    |
| 2014年   | 愛我請留言         | 新娘                    |
| 2014年   | 愛我請留言         | 中環 OL                 |
| 2014年   | 食為奴             | 凌普妾侍                |
| 2014年   | 女人俱樂部         | 學生                    |
| 2014年   | 忠奸人             | Wendy                   |
| 2014年   | 我們的天空         | 義工                    |
| 2014年   | 大藥坊             | 市民                    |
| 2014年   | 使徒行者           | 性感女郎                |
| 2014年   | 載得有情人         | 飲品女郎                |
| 2014年   | 載得有情人         | 模特兒                  |
| 2014年   | 八卦神探           | Wakaka                  |
| 2014年   | 醋娘子             | 桂香                    |
| 2015年   | 四個女仔三個BAR    | Olive                   |
| 2015年   | 衝線               | 行政部秘書              |
| 2015年   | 倩女喜相逢         | 蜘蛛精                  |
| 2015年   | 收規華             | 玉珍珠                  |
| 2015年   | 樓奴               | 情侶                    |
| 2015年   | 樓奴               | 化妝品售貨員            |
| 2015年   | 陪著你走           | 旅行社職員              |
| 2015年   | 無雙譜             | 蝦精                    |
| 2015年   | 梟雄               | 馮凌兒                  |
| 2015年   | 張保仔             | 廣告泳衣女郎            |
| 2015年   | 東坡家事           | 女護院                  |
| 2015年   | 刀下留人           | 玉簪                    |
| 2016年   | 鐵馬戰車           | 嫻                      |
| 2016年   | 公公出宮           | 小虎嬸                  |
| 2016年   | 警犬巴打           | 狗仔隊                  |
| 2016年   | 潮流教主           | 記者                    |
| 2016年   | 末代御醫           | 妓女                    |
| 2016年   | 愛·回家之八時入席  | Elaine                  |
| 2016年   | 愛·回家之八時入席  | 王嘉喬                  |
| 2016年   | 火線下的江湖大佬   | 娟                      |
| 2016年   | 殭                 | 夜吾夜食客              |
| 2016年   | 殭                 | 情侶                    |
| 2016年   | 廉政行動2016       | 陳趣芝                  |
| 2016年   | 純熟意外           | 委托人                  |
| 2016年   | 完美叛侶           | Karen                   |
| 2016年   | 為食神探           | Connie                  |
| 2016年   | 巨輪II             | 員工                    |
| 2016年   | 律政強人           | 楊芷凝                  |
| 2016年   | 幕後玩家           | 司儀                    |
| 2016年   | 致命復活           | 美女酒客                |
| 2016年   | 致命復活           | 酒店接待員              |
| 2016年   | 流氓皇帝           | 女飛斧                  |
| 2016年   | 巾幗梟雄之諜血長天 | 溫泉少女                |
| 2017年   | 乘勝狙擊           | Coco                    |
| 2017年   | 財神駕到           | 空姐                    |
| 2017年   | 與諜同謀           | 化驗所職員              |
| 2017年   | 全職沒女           | 伴娘                    |
| 2017年   | 全職沒女           | 麥龍妻子                |
| 2017年   | 賭城群英會         | 婚紗店職員              |
| 2017年   | 超時空男臣         | 西裝店職員              |
| 2017年   | 燦爛的外母         | 瑜伽導師                |
| 2017年   | 性在有情           | 情侶                    |
| 2017年   | 性在有情           | 美女模特兒              |
| 2018年   | 波士早晨           | 記者                    |
| 2018年   | 棟仁的時光         | 晴                      |
| 2018年   | 宮心計2深宮計      | 宮婢                    |
| 2018年   | BB來了             | 主持                    |
| 2018年   | 再創世紀           | 星月衛視財經評論員      |
| 2018年   | 是咁的，法官閣下   | 楊小姐                  |
| 2018年   | 救妻同學會         | 旻芳                    |
| 2019年   | 婚姻合伙人         | 記者                    |
| 2019年   | 婚姻合伙人         | 索女                    |
| 2019年   | 她她她的少女時代   | 媽媽                    |
| 2019年   | 解決師             | 記者                    |
| 2021年   | 逆天奇案           | 記者                    |
| 2021年   | 刑偵日記           | 馬來西亞護士            |
| 2022年   | 回歸               | 新聞主播                |
| 2022年   | 童時愛上你         | 女主持                  |
| 2022年   | 下流上車族         | 何太                    |
| 2023年   | 香港人在北京       | 主持                    |
| 2024年   | 旁觀者             | Fanny                   |
| 邵氏兄弟 |                    |                         |
| 2022年   | 飛虎之壯志英雄     | 「Pro-Youth」發佈會司儀 |

### 主持節目
| 首播     | 節目名           | 備註                                                 |
| -------- | ---------------- | ---------------------------------------------------- |
| 無綫電視 |                  |                                                      |
| 2013年   | 勁歌金曲         | 副主持                                               |
| 2015年 - | 東張西望         | 外景主持2019年3月10日起兼任廠景主持                  |
| 2016年   | 3日2夜           | 第一輯（首爾篇）與潘梓鋒合作                         |
| 2017年   | 3日2夜           | 第一輯（千葉縣篇）                                   |
| 2018年   | 生活100錯        | 與陸浩明、余德丞、黃美棋、林穎彤、黃建東及何浩文合作 |
| 2018年   | X偏方 全民拆解   | 與陸浩明、譚永浩及梁嘉琪合作                         |
| 2020年   | X偏方 全民拆解II | 與陸浩明、孫慧雪及余德丞合作                         |
| 2021年   | 我要做業主2      | 與林溥來及胡諾言合作                                 |

### 電影
| 首映   | 電影名                | 角色         |
| ------ | --------------------- | ------------ |
| 2014年 | 分手100次             | 投資公司同事 |
| 2017年 | 小男人週記3之吾家有喜 |              |

### 其他
- 2016年：君子雜誌（香港） - 《Lucy Li 李旻芳 她最大膽的第一次》  （页面存档备份，存于）

## 曾獲獎項與提名
| 年份   | 獎項                                                    | 結果 |
| 2018年 | 2018香港電視大獎「節目主持人獎」 （页面存档备份，存于） | 提名 |
| 2021年 | 萬千星輝頒獎典禮2021「最佳女主持」                      | 提名 |

## 外部連結
- 李旻芳的新浪微博
- Lucy Li 李旻芳的Facebook專頁
- 李旻芳的Instagram帳戶
- YouTube上的李旻芳頻道
- 李旻芳在香港影庫上的簡介